# Sociálně-tržní hospodářství
Sociálně-tržní hospodářství je ekonomický koncept spojující myšlenky ekonomicky svobodného kapitalismu a sociálního řádu. Staví se do pozice středního proudu mezi laissez-faire kapitalismem a smíšeným hospodářstvím.

## Vznik
Koncept sociálně-tržního hospodářství vznikl v Německu ve 30. a 40. letech 20. století na ekonomické teorii neoliberalismu a ordoliberalismu. V 50. letech byl v Německu uváděn do praxe vládou Křesťanskodemokratické unie a Křesťansko-sociální unie Bavorska (koalice CDU-CSU), úzce spojené s ministrem hospodářství v letech 1949 až 1963, Ludwigem Erhardem. Na začátku 60. let na tuto politiku přes původní odpor navázali i sociální demokraté. V druhé polovině 60. let a v letech 70. neoliberalismus ustupoval do pozadí a v sílily státní zásahy a využívání neokeynesiánských prvků v hospodářské politice.
Významnou roli ve formulování myšlenek hrála freiburská škola, vznikající v polovině 30. let, ke které se řadí například Wilhelm Röpke nebo Walter Eucken. Freiburská škola přináší ostrou kritiku socialismu a rozpracovává teoretickou koncepci spojující svobodu a řád. K dalším významným ideovým zdrojům patří neoliberální sociologové Alfred Müller-Armack (který poprvé použil termín sociálně-tržní hospodářství) či Alexander Rüstow.

## Základní principy
Základem sociálně-tržního hospodářství je propojení individuální svobody se společenskou solidaritou. Stát rezignuje na bezprostřední řízení ekonomiky, ale pomocí právní regulace společnosti se zaměřuje na zajištění volné soutěže a sociální spravedlnosti.
Pilíře sociálně tržní ekonomiky:
- konkurence, její existence je chráněná státem
- měnová stabilita, případná inflace má negativní sociální dopady
- sociální zabezpečení, např. penzijní pojištění, pojištění v nezaměstnanosti

Tento ekonomický model odmítá plošný přenos osobní zodpovědnosti na kolektiv, sociální jistota musí vznikat primárně vlastním úsilím jednotlivce a závazek státu vzniká až tam, kde to není možné.

## Současnost
V současné době se termín sociálně-tržní hospodářství využívá v souvislosti s hospodářskou politikou sociálních demokratů, kteří však prosazují smíšený systém.
V České republice se k nynějšímu pojetí tohoto modelu otevřeně hlásí například SOCDEM, zatímco původní myšlenky sociálně-tržního hospodářství jsou programově blízké například KDU-ČSL.